# Dooey’s Cairn

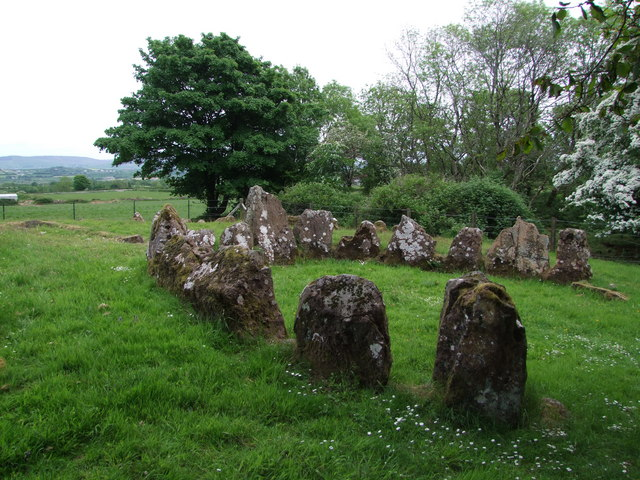
Dooey’s Cairn - der erhaltene Vorcourt

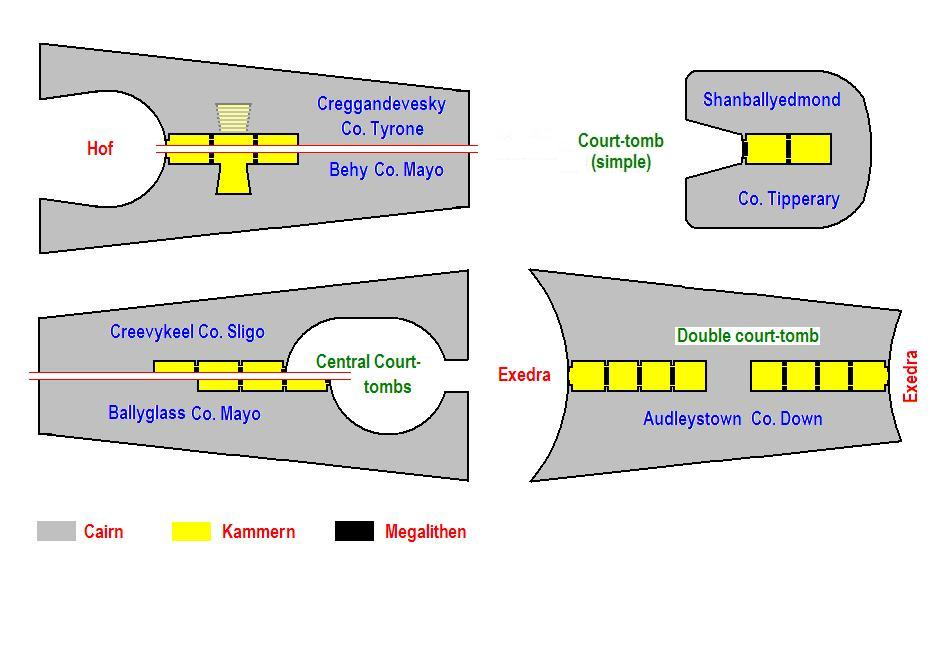
Grundrisse von Court tombs – Dooey’s Cairn entspricht etwa der Form links oben

Dooey’s Cairn (auch Doey’s Cairn) im Townland Ballymacaldrack (irisch Baile Mhic Ualraic) liegt etwas mehr als einem Kilometer südöstlich von Dunloy, im County Antrim in Nordirland südlich der Presbytery Lane, einer westlichen Nebenstraße, der Bellaghy Road (B16) und ist ein Court Tomb. Court Tombs gehören zu den megalithischen Kammergräbern (englisch chambered tombs) der Britischen Inseln. Sie werden mit etwa 400 Exemplaren nahezu ausschließlich in Ulster im Norden von Irland beziehungsweise in Nordirland gefunden.
Das Court Tomb lag innerhalb eines abgetragenen, etwa 21 m langen und 14 m breiten trapezoiden Steinhügels. Der U-förmige Hof (englisch court) am südwestlichen Ende führt zu einer Vorkammer und einer ungewöhnlich langen, nicht unterteilten Kammer. Diese ungeteilte Galerie ist einzigartig in Irland. Der Grundriss hat Affinität zu den viel späteren sardischen Gigantengräbern.
In der Kammer befanden sich drei runde Gruben, eine davon war mit Leichenbrand und Holzkohle gefüllt, was eine Datierung auf 3000 bis 2500 v. Chr. ermöglichte. Die zerscherbte Töpferware aus der Kammer bestätigt die Datierung. Die Exedra des Vorhofs ist in der „Posten und Platten“-Technik aus Steinpfosten und Zwischenmauerwerk gebaut wie sie auch in Annaghmare, County Armagh und Creggandevesky, County Tyrone vorgefunden wurde.
Während der Ausgrabung wurden Äxte, Pfeilspitzen aus Feuerstein, verzierte Töpferware und Getreidesamen entdeckt.